# Pardosa cervinopilosa
Pardosa cervinopilosa là một loài nhện trong họ Lycosidae.
Loài này thuộc chi Pardosa. Pardosa cervinopilosa được Ehrenfried Schenkel-Haas miêu tả năm 1936.